# Stinoplus
Stinoplus is een geslacht van vliesvleugeligen uit de familie Pteromalidae. De wetenschappelijke naam van dit geslacht is voor het eerst geldig gepubliceerd in 1878 door Carl Gustaf Thomson.

## Soorten
Het geslacht Stinoplus omvat de volgende soorten:
- Stinoplus cichorii Askew, 2011
- Stinoplus cyaneus Ashmead, 1894
- Stinoplus etearchus (Walker, 1848)
- Stinoplus jenningsi Askew, 2011
- Stinoplus lapsanae Graham, 1969
- Stinoplus maderensis Askew, 2011
- Stinoplus militaris (Thomson, 1878)
- Stinoplus nubilus Askew, 2011
- Stinoplus pervasus (Walker, 1836)